# 启东市人民医院
启东市人民医院，是中华人民共和国江苏省的一所医院，为二级甲等医院，位于启东市江海路753号。

## 规模
启东市人民医院总床位380张，日门诊量453人次。